# Todos Santos Cuchumatán
Todos Santos Cuchumatán – miasto w zachodniej Gwatemali, w departamencie Huehuetenango, około 45 km na północny zachód od stolicy departamentu, miasta Huehuetenango, oraz około 70 km od granicy państwowej z meksykańskim stanem Chiapas. Miasto leży w górach Sierra Madre de Chiapas na wysokości 2391 m n.p.m.
Według danych szacunkowych w 2012 roku liczba ludności miasta wyniosła 4109 mieszkańców.
Jest siedzibą władz gminy o tej samej nazwie, która w 2012 roku liczyła 35 210 mieszkańców. Gmina jak na warunki Gwatemali jest średniej wielkości, a jej powierzchnia obejmuje 269 km².